# 消防

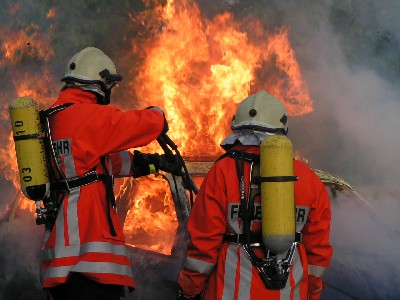
消火活動に当たる消防士

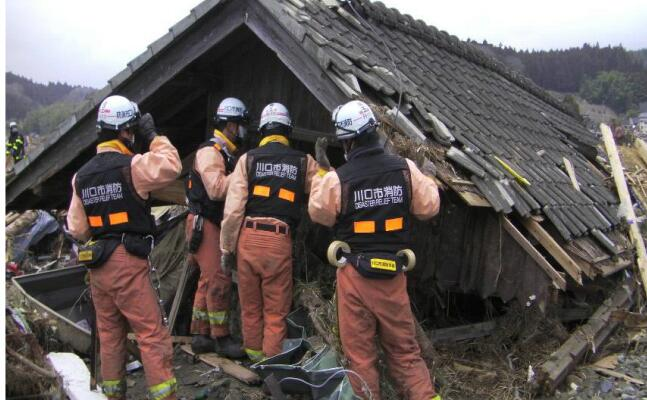
東日本大震災被災地にて救助活動を行う日本の消防の特別救助隊

消防（しょうぼう）は、火災を防御・鎮静するとともに、火災を予防する活動（英: firefighting）、及び組織。世界各国で消防組織が整備されており、火災の防御・予防だけでなく救急・救助・防災の実施機関であることも多い。

## 歴史

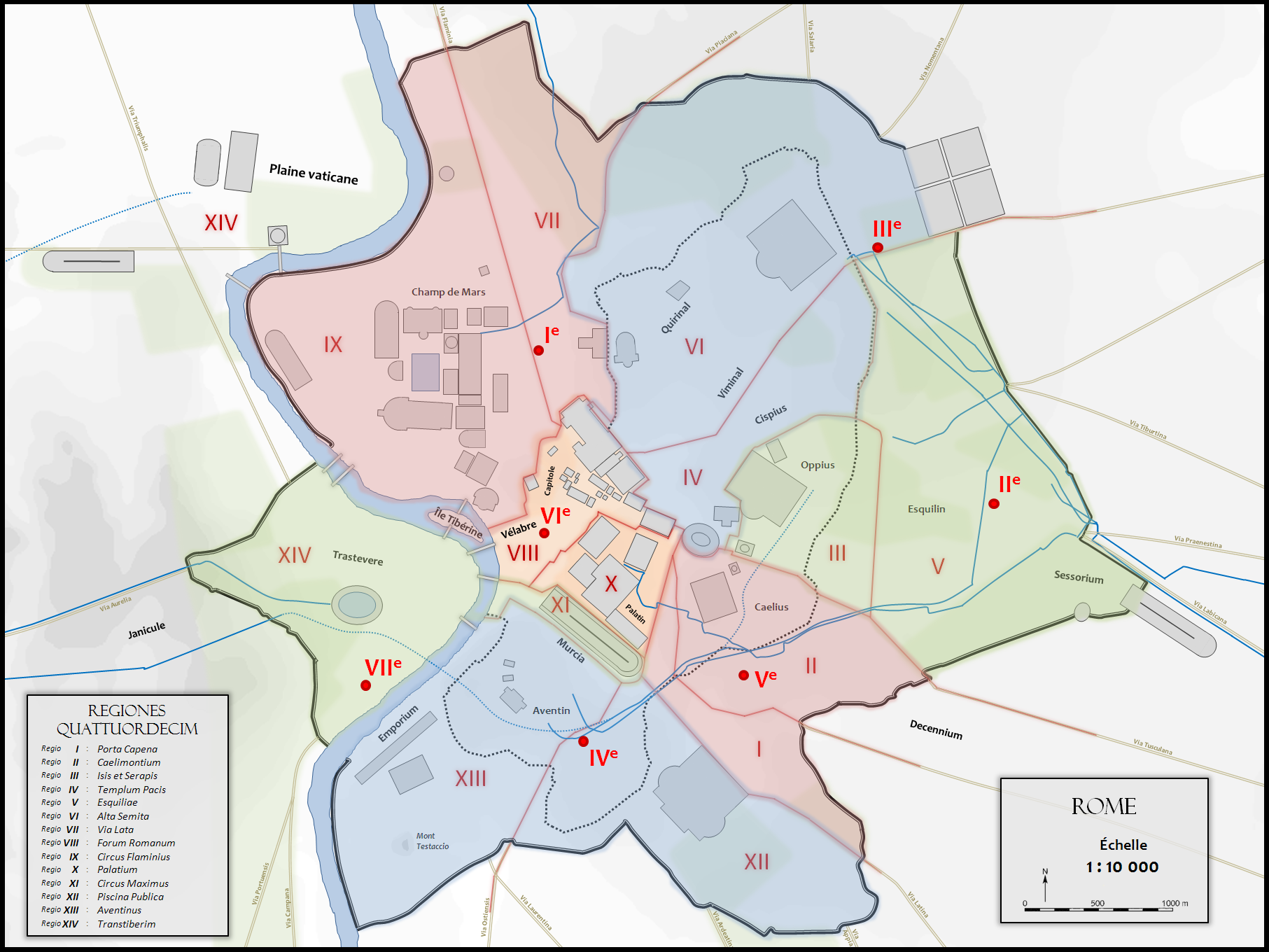
ローマ市街とウィギレスの担当区、赤いのはコホート兵舎

史実として残る最古の公的な消防の記録はローマ帝国初代皇帝アウグストゥスによるものである。それ以前では、ローマでは裕福な家や神殿が私的な消防組織 Tresviri nocturni（夜の3人組）や、史上初の消防隊として記録されている政治家クラッススが組織した燃えた家を安価に買い叩いてから消火する消防隊があった。
アウグストゥスは消防や警察としての仕事を公営で行うために7000人規模のウィギレスを編成した。装備は、夜警用ランプ、革袋でできた水を吹きかける消火器、斧、マトック、つるはし、火の近くの物を引き寄せるフック、のこぎり、棒、はしご、ロープ、濡れたブランケットなどを装備した。周囲の家を破壊して防火帯を作るための攻城兵器や馬曳ポンプ車も使用した。1000人ごとにコホルスという部隊に分けられ、それぞれに皇帝から任命された総指揮官エクィテスや指揮官ケントゥリア、牧師や医者などの医療支援を行うメンバーがいた。メンバーはmilitesと呼ばれ、水やポンプを管理するメンバーは、siphonarius と呼ばれた。アウグストゥスの消防の人員は火事を知らせるために、動くと音が出る金具が付いた制服を着ていた。
ローマ時代の火消しでは、周囲の建物を破壊して燃え広がらないようにして、地面にマットなどを引いて飛び降りる人を保護するなどの活動や、予防のために各家庭に消火用水を置くよう助言を行った。
17世紀までは、バケツ・リレーとともに注射器を巨大化したような消火器などで消火を行っていたが、アムステルダムで最初のポンプ内蔵の消防車が製造されたことで、水源から離れた場所まで水を持ってきて、火から離れた場所から大量の水を吹きかけることが可能となった。
日本では木造家屋が主だった時代では、火災は容易に周囲の家屋まで燃え広がり街全体が燃え落ちてしまうことも多かった。住人がグループを組み、巡回したり消火したり、けが人の救助、住人らがお金を出し合って損壊した家屋を修理する損害保険なども生まれた。江戸時代には『火消し』が消防活動を担った。それが現代の日本の消防署・消防団へと総合的に繋がって発展してきた。

## 任務
火災現場での消火活動と要救助者の救助。火災を未然に防ぐ予防活動。
国によっては救急搬送業務を担っている場合が多く、さらに交通事故やNBC災害、自然災害など各種災害時の捜索救助、山岳救助、水難救助など救助業務も担っている場合も多い。

## 消防の施設・設備
消防の施設・設備には、消防水利を始めとして、消防庁舎、消防車両、各種資機材、通信機器、隊員の服装などがある。

### 消防水利
消防水利は、消火などのために水を供給する施設をいう。消火栓、防火水槽などの他、プール、池、河川、海も消防水利として用いられる事がある。

### 消防車両
消防は現場活動が多いため、消防車両が欠かせない。消防車両は大きく消防車、その他の車両に分けられる。それぞれの車両には、活動内容に応じた資機材が積載される。
消防車は主に火災の防御・消火に使用される。

### 装備
火災時の消防活動では耐火性をもつ防火衣、高温の火点を抑圧する場合は耐熱服を着用する。

## 各国の消防

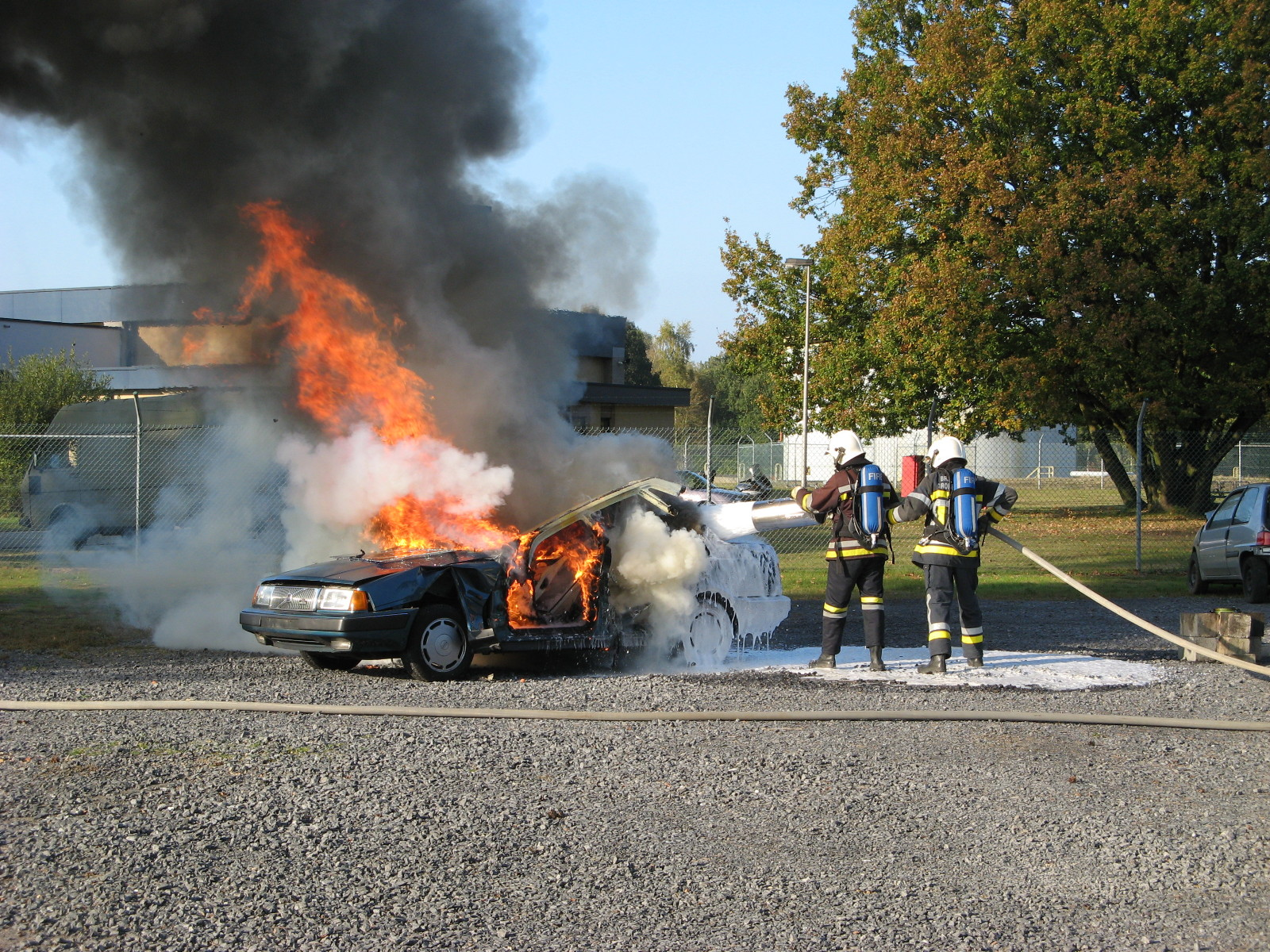
ベルギーの対自動車火災訓練

### イギリス
イギリスにおける消防実施機関は、カウンティ（州）消防・大都市圏消防事務組合・単一自治体消防事務組合、単一自治体消防の4種類に大別される。4種類の差異を説明するにはまず連合王国の複雑な地方自治制度を理解する必要があるが、要するに消防は地方自治に委ねられているのである。約58の消防機関があり、日本よりも広域的である。消防を所管する国機関は内務省消防監察局と同省消防緊急事態計画局である。消防の教育機関として消防大学や緊急事態計画大学が設置されている。救急搬送業務は消防ではなく別組織（国民健康サービス）が担当している。年間の出火件数は約40万件（人口1万人当たり約80件）と多く、約3万5千人（人口1万人当たり約6人）の消防職員が対処している。

### ドイツ

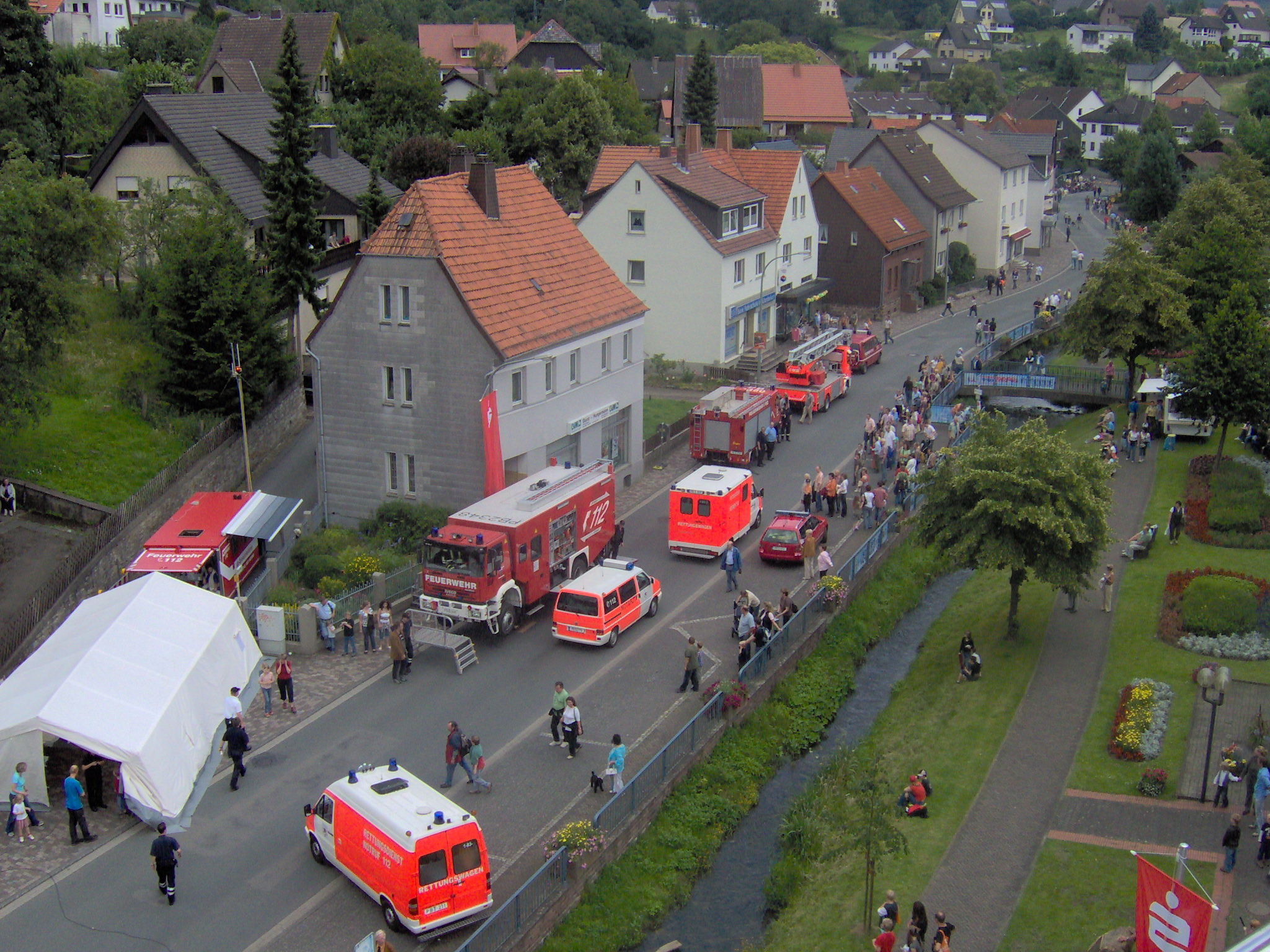
ドイツの消防車と救急車

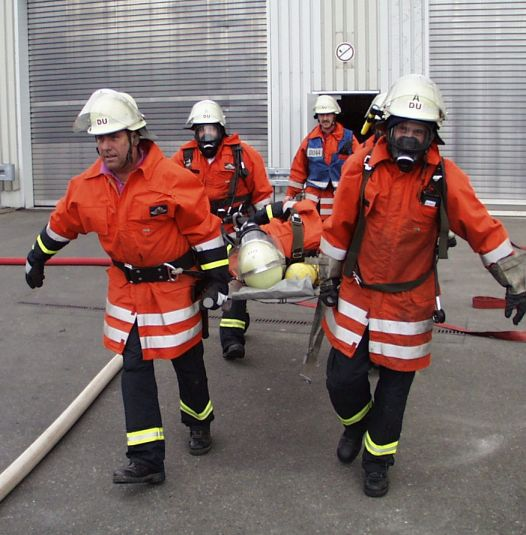
ドイツの消防隊員

ドイツ連邦では、特別市（概ね10万人以上）に常備消防が設置され、小都市（約2万人以上）にも常備消防隊員を置かれている。総計約290の常備消防が存在している。その他はボランティア消防隊約2万6千隊（日本の消防団に当たる）が消防任務に当たっている。国（連邦政府）に消防主管機関はなく、各州の内務省などが消防を所管している。消防教育機関も連邦政府にはなく、各州に設置されている。消防のあり方は各州により規定されているため細部で異なるが、救急業務もほとんどが消防機関で実施しており、救急ヘリコプター（ドクターヘリコプターも含む）システムが非常によく整備されていることもドイツの特徴である。年間の火災出動件数は約20万件（人口1万人当たり約25件）で、約2万7千人の常備消防職員（人口1万人当たり約3人）と約100万人のボランティア消防隊員が消防任務に当たっている。

### フランス
フランスの消防は、パリとその周辺では陸軍パリ消防工兵旅団が、マルセイユとその周辺では海軍マルセイユ消防大隊が、その他の地域では県消防が、消防業務を行っている。国の消防所管機関は、内務省市民安全局救急・消防部である。消防教育機関として、国立消防大学校や各県の消防学校などがある。救急搬送業務は消防が行うほか、警察や民間も実施している。年間の火災出動件数は約35万件（人口1万人当たり約60件）で、約3万5千人の消防職員（人口1万人当たり約6人）と約20万人のボランティア消防隊員が消防任務に当たっている。

### アメリカ

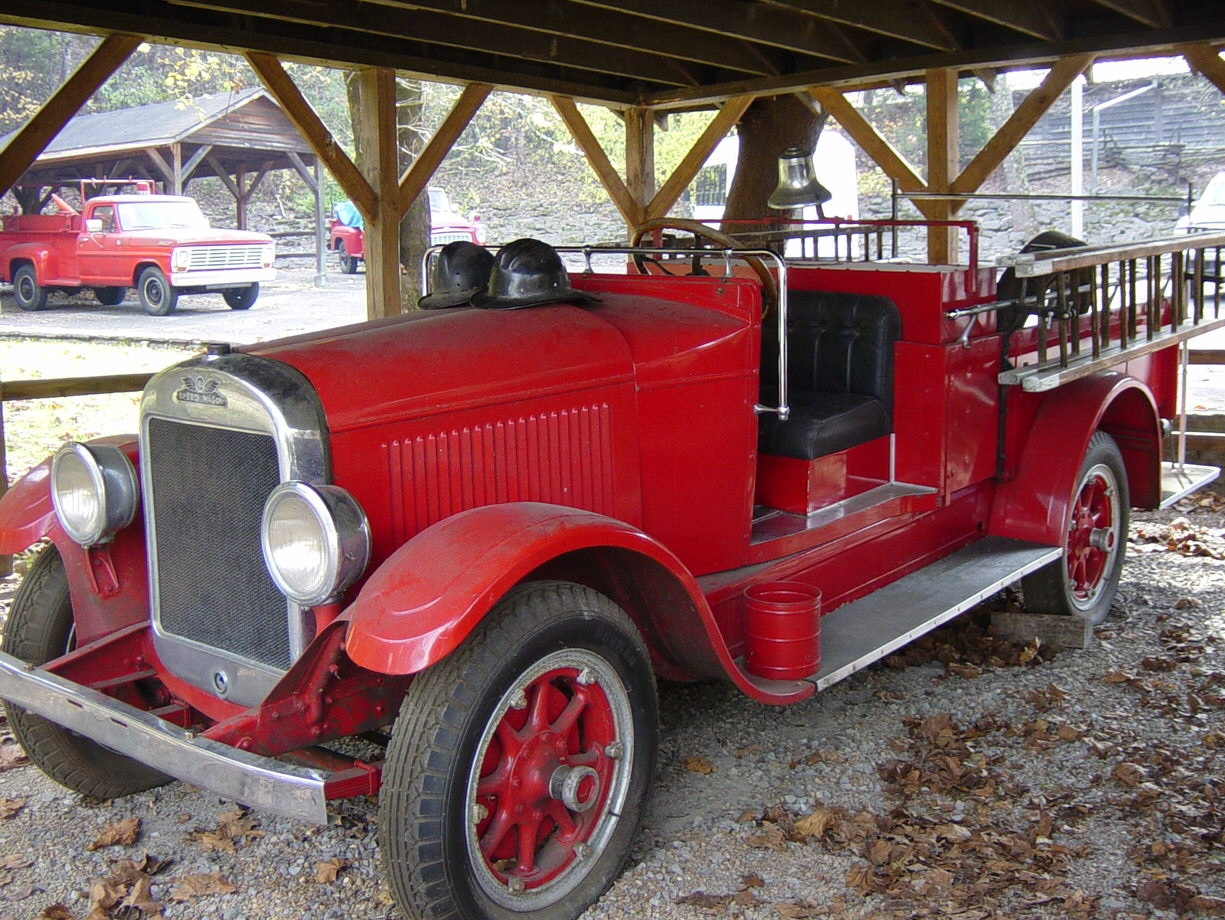
ジャックダニエルの消防団が使用していたレオ・モーター・カー・カンパニーの消防車

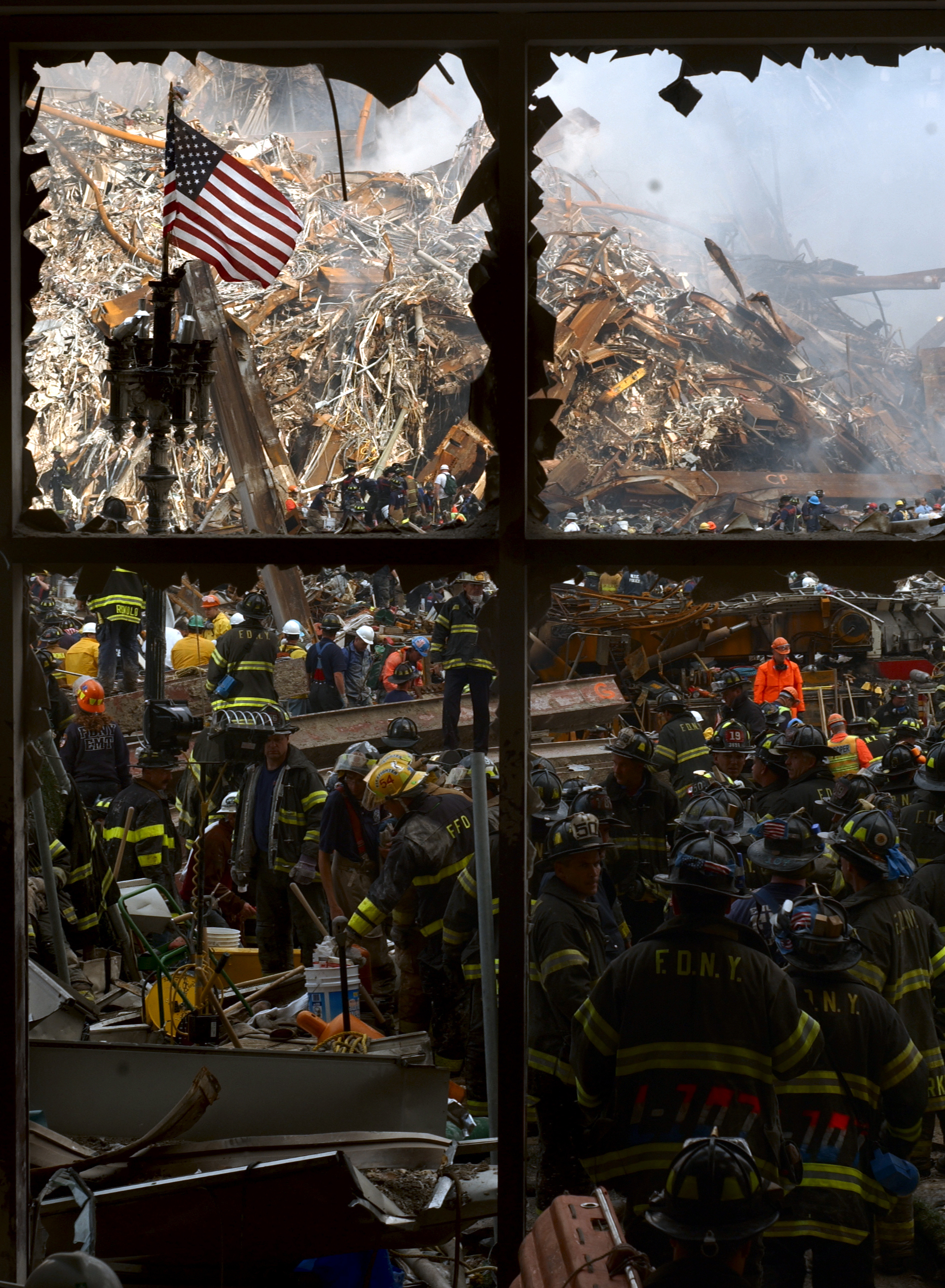
アメリカ同時多発テロ事件
世界貿易センタービル（WTC）で活動する消防隊員

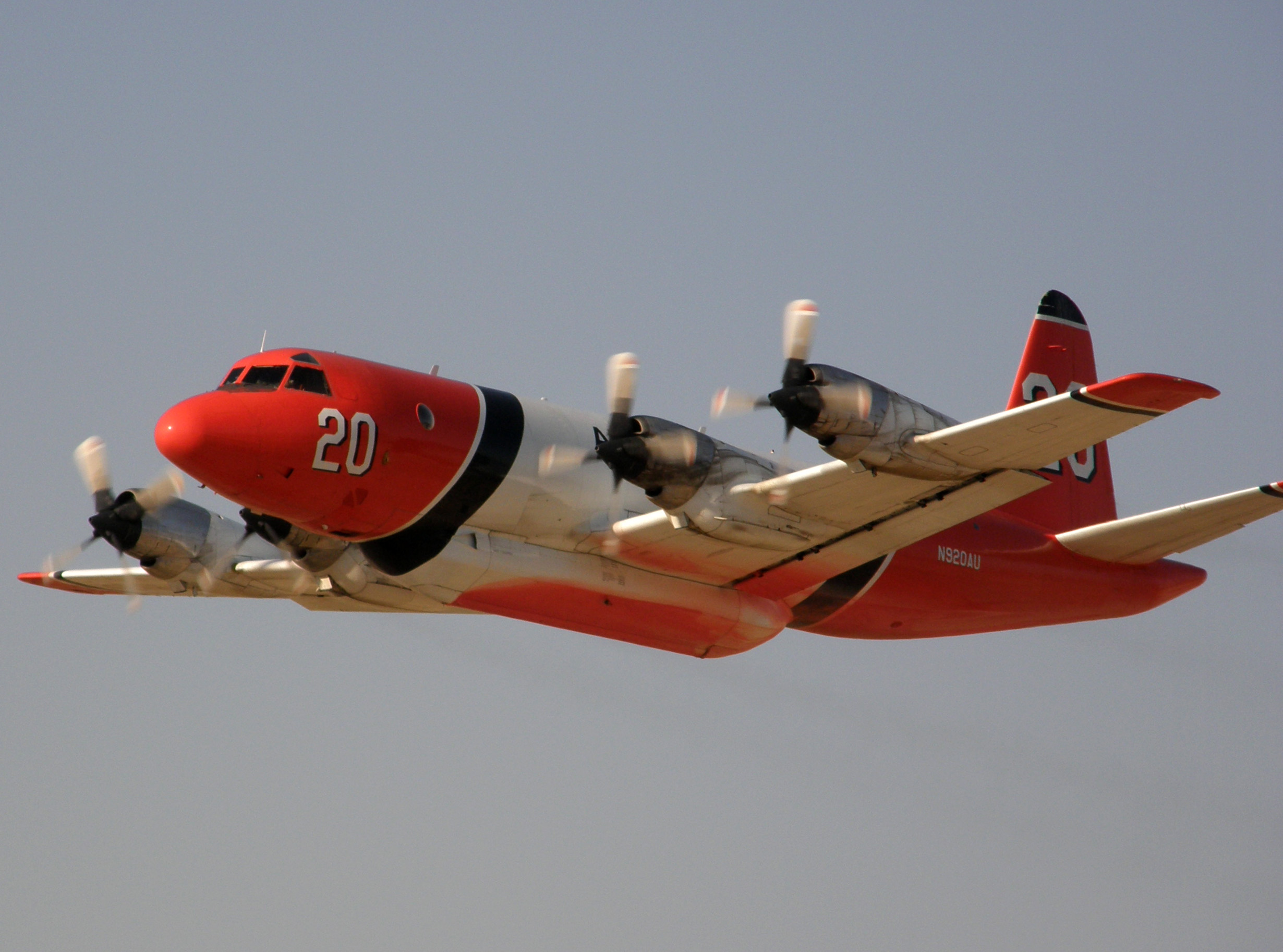
エアロユニオン社の空中消火機『エア・タンカー』

アメリカ合衆国の消防は、連邦政府、州政府、さらに各州内の地方政府である郡市町村などが実施しているが、自治制度が大きく異なるため、アメリカの消防機関を類型的に説明することは困難である。連邦政府には国土安全保障省連邦消防局が置かれている。大都市には常備消防組織が整備されているが、中小都市ではキャリア消防隊員とボランティア消防隊員とが1つの消防署に配置されていることもある。小規模自治体ではボランティア消防局（日本の消防団に当たる）が消防の主体となっていることも多い。緊急対応部署（＝警察や保安官事務所など）が消防業務を行なう地域やケースもある。消防教育機関は、全米消防アカデミー・危機管理研修所・各州および自治体の消防教育機関などがあり、消防教育システムが非常に充実している。救急搬送業務は消防や救急組織が行うことも、民間会社・ボランティア・病院・警察・赤十字などが行うこともある。年間の出火件数は約180万件（人口1万人当たり約65件）であり、約26万人の消防職員（人口1万人当たり約9人）と約75万人のボランティア消防隊員が消防任務に当たっている。
諸外国と同じく大規模な工場やアルコールを扱うウィスキーの蒸留所などでは会社が消防隊を組織していることが多い。
国土や森林の面積に対して人員が十分とはいえず、予算が少ない自治体は火災発生時に民間の消防会社へアウトソーシングすることもある。特に大規模な森林火災に対応できる空中消火機を保有するのは予算的に難しいため、エアロユニオンのような専門会社が存在する。カリフォルニア州では山火事の消防コストを削減するため刑務所の受刑者の中で危険度が低い者に消防教育を施した「受刑者消防隊」が山火事発生時に防火帯を築くなどの補助作業を時給1ドルの刑務作業として行うプログラムを実施している。
消防職員でありながら、銃と手錠を装備し放火犯を逮捕する権限を有した「MAST(METRO ARSON STRIKE TEAM)」という隊員がいる。

### 中国
中国では、各省・自治区・直轄市に消防局が設置され、その内部の市・区・県に消防支隊が置かれている。国の消防主管機関は中華人民共和国応急管理部消防救援局である。消防教育機関には全国5か所の消防式学校がある。救急搬送業務は消防ではなく医療機関が行う。年間出火件数は約18万件（人口1万人当たり約1.5件）で、約11万人の消防職員と約300万人のボランティア消防隊員が消防任務に当たっている。

### 韓国

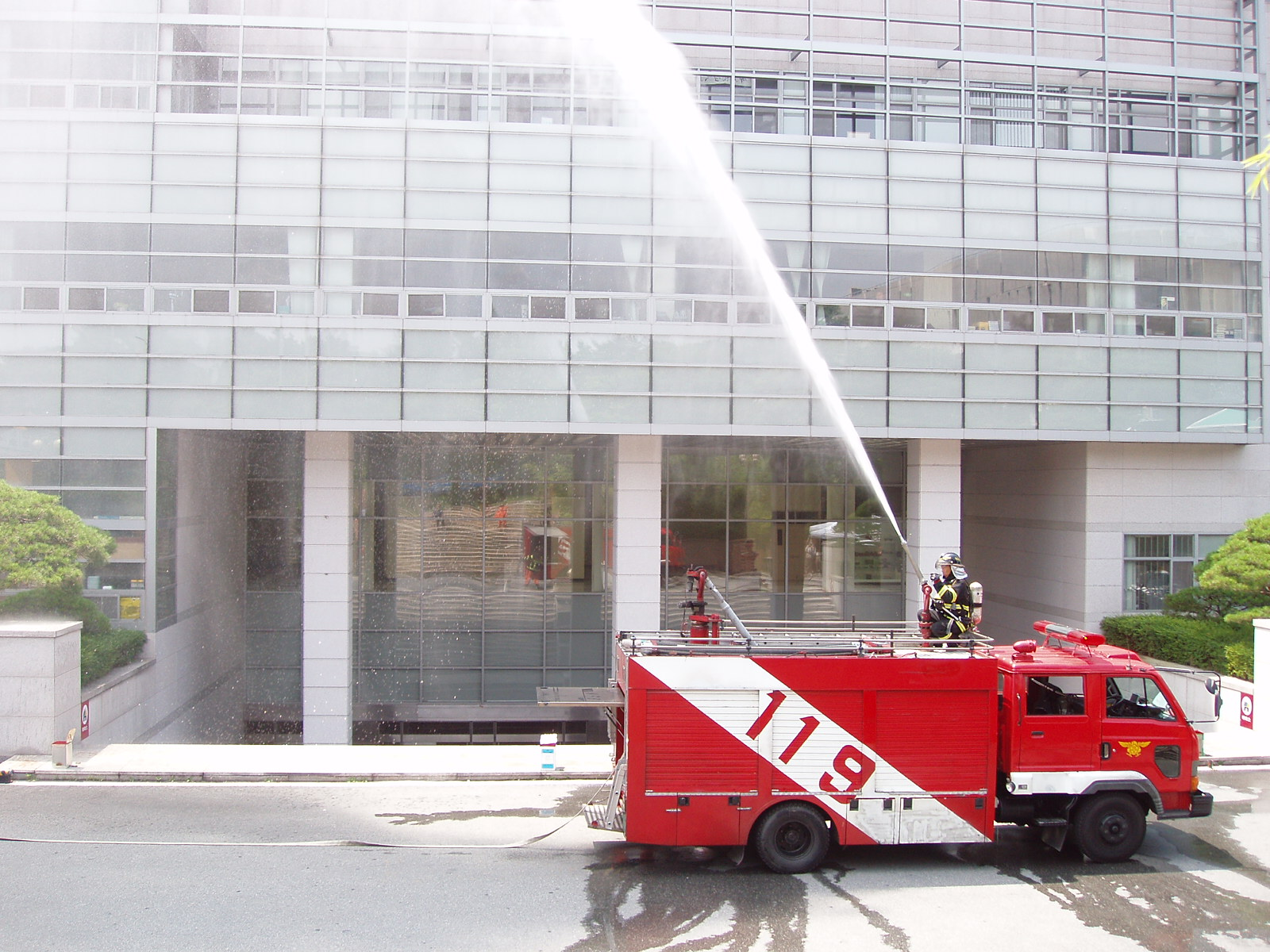
大田消防本部南部消防署（韓国）の訓練の様子

韓国では、ソウル特別市・広域市・道、昌原市に消防本部が置かれ、非常に広域的な消防機関が組織されている。国には2004年に消防防災庁が設置された。消防教育機関としては、中央（1か所）と地方（5か所）に消防学校がある。救急搬送業務や救助業務は消防が行う。年間の出火件数は約3万件（人口1万人当たり約7件）であり、約2万3千人の消防職員（人口1万人当たり約5人）と約8万人のボランティア消防隊員が消防任務に当たっている。

### 日本
日本では、消防は市町村が責任を持って果たすこととされている。日本の消防機関には消防本部と消防団の2種類があり、ほとんどの市町村には消防本部が置かれている。消防本部が置かれていない市町村では消防団が主として消防活動を行う。東京都の特別区（東京23区）においては、都が消防本部（東京消防庁）を設置している。国の消防機関としては総務省に消防庁が置かれており、各市町村の消防を統括している。消防教育機関には、消防大学校と消防学校（各都道府県消防学校と8つの政令指定都市に置かれている政令指定都市消防学校）がある。
一部の地域では、単独で常備消防（消防本部）を設置することが困難であったり、総務省消防庁が消防の広域化を推進していたりすることから、複数の市町村が連合して、特別地方公共団体である一部事務組合または広域連合（消防組合）を設けて消防本部を設置していたり、近隣の市町村に常備消防を委託していたりする場合もある。東京都稲城市と島嶼部町村を除く東京都内の各市町村は、東京消防庁に消防業務を委託している。
救急搬送業務と救助業務は消防が行うこととされている。年間出火件数は約6万件（人口1万人当たり約5件）で、約15万人の消防職員（人口1万人当たり約12人）と約90万人の消防団員が消防任務に当たっている。
Gallery

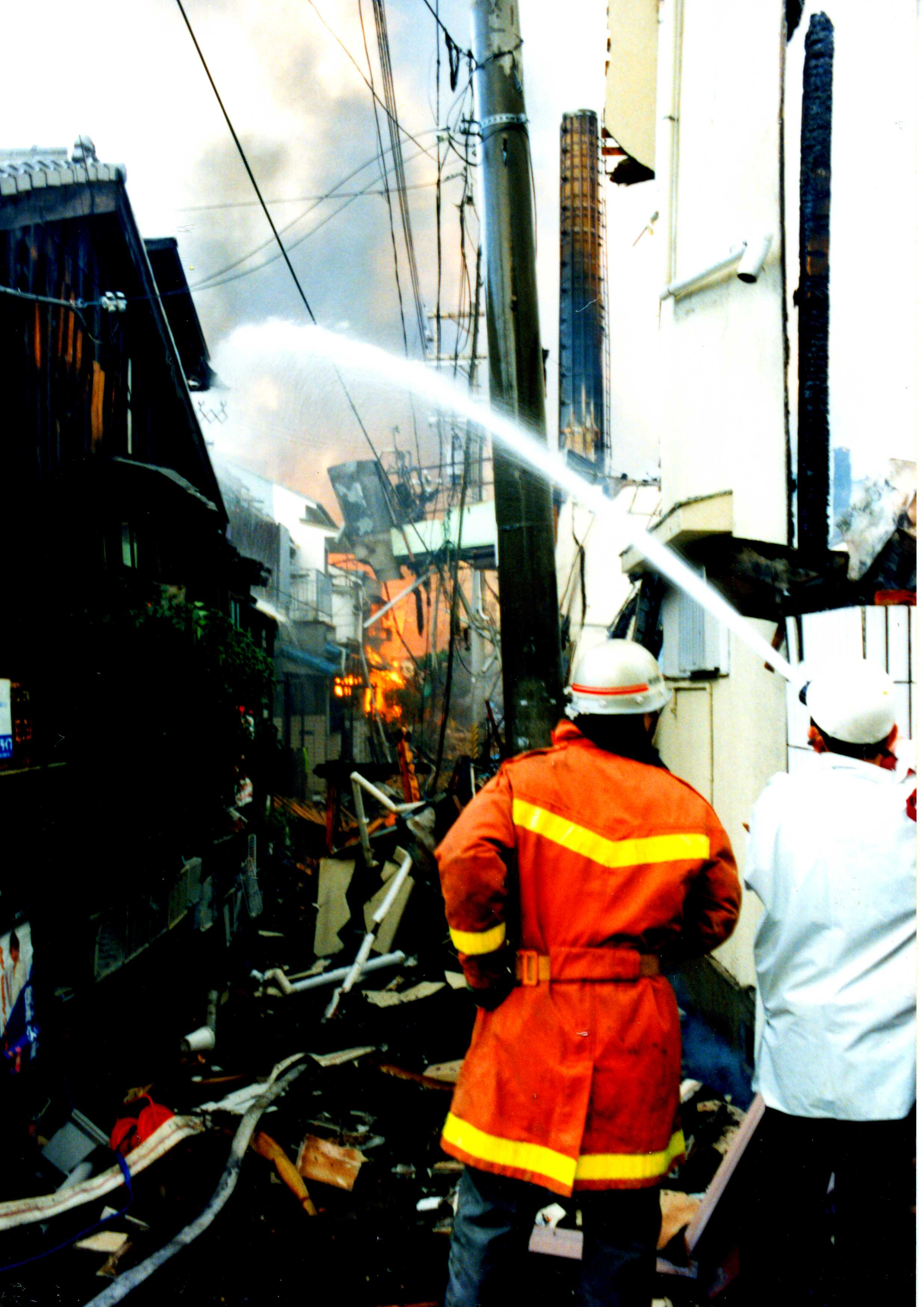
阪神・淡路大震災の被災地にて消火活動を行う日本の消防隊員
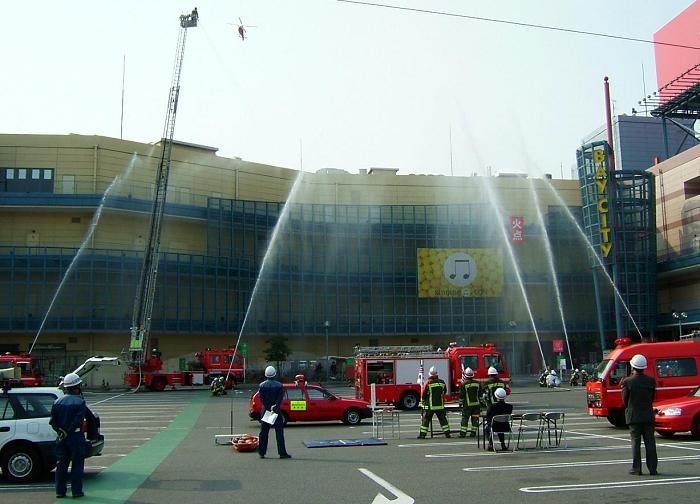
消防訓練の様子（日本）

#### 四字熟語
- 曲突徙薪（きょくとつししん） - (『漢書』霍光伝の「曲突徙薪、亡（二）恩沢（一）」（（二）（一）は返り点）による) 煙突を曲げ、薪（まき）をわきへ移して、火災を予防すること。わざわいを未然に防ぐことのたとえ。
- 焦頭爛額（しょうとうらんがく） - (「漢書』霍光伝の「燋（レ）頭爛（レ）額、為（二）上客（一）」（（レ）（二）（一）は返り点）による）火災の未然の予防策を考えた者に賞を与えないで、実際に火災が発生したときに身の危険を顧（かえり）みないで消火に当たりそのために頭髪を焦がし、額にやけどをしてただれさせた者に功をみとめ賞を与えること。根本を忘れそれよりも些末な末端だけを重視するたとえ。転じて、事変の渦中に身を投じて奔走すること。